# Graham McRae
Graham Peter McRae (Wellington, 5 marzo 1940 – Auckland, 4 agosto 2021) è stato un pilota automobilistico neozelandese.
Arrivato in Europa nel 1969, partecipò al campionato di Formula 2 e a qualche gara della Formula 5000.  L'anno seguente fu sesto nel campionato europeo F5000 su una McLaren M10B.
Nel 1971 vinse la Formula Tasman. L'anno d'oro fu il 1972. Decise di diventare costruttore creando la McRae GM1 sulla base di una Leda T27; fu terzo nel campionato europeo, vinse la Formula 5000 statunitense e nuovamente la Formula Tasman.
Nel 1973 fece un'unica apparizione in F1: su una poco competitiva Iso-Marlboro prese parte al Gran Premio di Gran Bretagna.
Negli anni successivi vinse la sua terza Formula Tasman (nel 1973) e corse fino al 1987, prima nella CanAm poi nella Formula CART.